# Komponentová analýza významu
Komponentová analýza významu je nástroj lexikální sémantiky pro strukturované uchopení a formalizaci obsahové složky jazykového kódu. Komponentová analýza (KA) pracuje s předpokladem kompozicionality významu: význam lexikální jednotky je chápán jako soubor menších sémantických složek (komponentů, rysů nebo ukazatelů), které je možné izolovat a definovat. Povaha těchto komponentů a některé další aspekty konkrétní podoby KA se liší podle požadavků a východisek teorie, v jejímž rámci je analýza aplikována. Kromě takové vnitřní specifikace lze obecně komponentový přístup k významu vymezit i vzhledem k sémantickým přístupům, které vůbec nepracují s předpokladem rozložitelnosti významu na sémantické komponenty (nominalistický přístup).

## Původ komponentové analýzy a její inspirační zdroje
Komponentová analýza byla nejdříve spjata se strukturalismem, brzy se však uplatnila také v generativistické sémantice. Právě generativistický model poté pro své potřeby přepracoval Umberto Eco v rámci vlastní sémantické teorie. Tato linie však není nijak přímočará, Ecův model vznikal v polovině 70. let paralelně s novějšími aplikacemi strukturalistickými.
V rámci strukturalismu se metoda komponentové analýzy významu vyvinula mj. na základě inspirace v již rozvinuté analýze výrazových prostředků jazyka. Žádoucí podobnost byla spatřována jednak v možnosti rozložit výraz jazyka na početně výrazně omezený soubor figur (fonémů), které následně umožňují mnohonásobné kombinace pro konstituci vyšších jednotek, tedy princip redukcionismu (= redukce na menší počet jednotek sloužících kombinaci), a jednak v tom, jak jsou rozdíly mezi fonémy konstituovány na základě tzv. distinktivních rysů v binárních opozicích: dva fonémy mají vždy několik vlastností společných a pouze v jedné se odlišují: opozice znělé (b) – neznělé (p), nazální (m) – nenazální (b) .

## Povaha sémantických komponentů ve strukturalistické KA
Na výrazové rovině je tak na podobném principu hledán početně omezený soubor sémantických jednotek, které by měly charakter distinktivních rysů, přitom se uplatňuje předpoklad, že tyto rysy se vyskytují opakovaně jako složky několika/mnoha různých lexikálních jednotek. (Analogie tedy není stoprocentní, protože formální figury se samy ještě rozkládají na distinktivní rysy, jimiž se vzájemně liší, zatímco sémantické figury už by měly přímo mít povahu dále neanalyzovatelných, nejmenších distinktivních jednotek.) Takovým rysem je typicky např. pohlaví: mužské – ženské, resp. samec – samice, které odlišuje lexikální jednotky jako muž – žena, chlapec – dívka, jelen – laň, býk – kráva. Na obsahové rovině není tak snadné definovat opoziční distinktivnost jako u fonémů: někdy může jít skutečně o přítomnost versus nepřítomnost určitého rysu (např. dospělý – nedospělý, což odliší např. dvojici muž – chlapec), jindy zase spíš (jako v případě mužské – ženské pohlaví)
o přítomnost buď jednoho rysu, anebo druhého, který je s prvním neslučitelný.

### Princip redukcionismu a neanalyzovatelnost sémantických jednotek
Z uplatňovaného principu redukcionismu vyplývá představa tzv. sémantických primitiv, tj. uzavřeného a dále neanalyzovatelného souboru sémantických jednotek, z nichž lze poskládat kterýkoli jiný jazykový význam. Uvažuje se buď o jejich univerzalitě (jsou společné všem jazykům), nebo o specifičnosti pro daný jazykový systém.

### Nutné a postačující rysy
Zároveň jsou komponenty konstituující význam určité lexikální jednotky definovány jako nutné a postačující rysy umožňující odlišit tento význam od významu kterékoli jiné lexikální jednotky dané sémantické oblasti.
Strukturalistická sémantika zásadně rozlišuje mezi sémantickými komponenty, tedy tím, co skládá skutečně jazykový význam lexikální jednotky, a encyklopedickými znalostmi, které má člověk o daném pojmu. Jedná se o tzv. minimalistické pojetí významu. Sémantickými komponenty je pouze to, co vytváří sémantické distinkce (viz výše). V případě významu dívka bude sémantickým komponentem nedospělost nebo ženské pohlaví, ale určitě ne např.  jemnost, křehkost nebo mívá většinou dlouhé vlasy.

## Příklad aplikace komponentové analýzy
Počáteční motivace k rozvinutí KA v americkém prostředí leží mj. v antropologicky orientovaném lingvistickém výzkumu a jeho snaze důkladně popsat odlišnosti exotických jazyků ve strukturaci světa, typicky v rovině příbuzenských vztahů. Právě v této oblasti aplikace KA se objevil požadavek na formulování sémantických komponentů jako propozic. Relevance tohoto faktu se projeví především u tzv. relačních komponentů typu rodič. Takové komponenty vyžadují obsazenost dvou argumentů (doplnění) v propozici. Významy otec a syn jsou od sebe vzájemně odlišeny nikoliv přítomností konkrétního komponentu (ten je stejný), nýbrž obsazeností argumentů dané propozice: 

otec (= x) obsahuje komponent rodič(x, y)  /= x je rodičem y/

syn (= x) obsahuje komponent rodič(y, x)  /= y je rodičem x/

Oba významy se shodují v dalších, tzv. atribučních komponentech, které vyžadují pouze jeden argument: 

člověk (x)  /= x je člověk/

mužské pohlaví (x)  /= x je mužského pohlaví/

Propozici x je otcem je tedy možné analyzovat na tyto sémantické komponenty: člověk (x); mužské pohlaví (x); rodič (x, y). Existuje ovšem více variant grafického zaznamenávání KA (viz níže).

## Limity strukturalistické KA

### Ne/úplnost popisu
Ve strukturalistické a neostrukturalistické sémantice existuje více či méně explicitní ambice realizovat prostřednictvím KA úplný stabilní synchronní redukcionistický popis sémantického systému daného jazyka (ekvivalentně úplnému stabilnímu redukcionistickému popisu jeho fonologických/výrazových prostředků).
V praxi byla ovšem taková analýza realizována vždy jen uvnitř určitého sémantického (lexikálního) pole, např. nábytku k sezení, sloves vaření nebo zmiňovaných příbuzenských vztahů. Význam lexikálních jednotek se vždy vymezuje ve vztahu k ostatním jednotkám v systému – s tím také koreluje požadavek hledat distinktivní rysy a odpovídá intuici tyto rysy vymezovat mezi významově úžeji souvisejícími slovy. Jednou z hlavních námitek proti strukturalistické KA je však právě to, že sémantická pole se ustavují víceméně náhodně a přeskupují se a že vztahy mezi jednotkami jsou výrazně proměnlivé a závislé na mnoha faktorech, takže jedna jednotka se objevuje v několika různých polích (např. kruh v sémantickém poli geometrických útvarů, v poli vybavení bazénu nebo v poli gymnastických pomůcek).
Navíc platí, že „v přirozených jazycích (vlastně v jakýchkoliv sémiotických jevech) jsou kulturní jednotky [= významy] velmi zřídka formálně jednoznačnými entitami, ale velmi často spíše tím, co logika nazývá ‚fuzzy concepts‘ [= neostré pojmy]“.

### Kritérium nutnosti a dostatečnosti
Další úzce související námitka je vedena proti výše zmíněnému požadavku nutnosti a dostatečnosti. Vzhledem k tomu, že lexikální jednotka vstupuje do různých vztahů, nutnost a dostatečnost je třeba definovat vždy znovu v závislosti na kontextu. Vymezují-li se nutné a postačující rysy významu čtverec, bude záležet na tom, vymezují-li se v opozici k významu kruh nebo trojúhelník. Každá z dvojic (či větších skupin) čtverec – kruh, čtverec – trojúhelník, kruh – elipsa, čtverec – obdélník – kosodélník bude vyžadovat jiné nastavení nutných a postačujících sémantických rysů.

### Sémantické a encyklopedické rysy
Značné omezení aplikace KA významu spočívá v otázce, které složky pojící se např. s pojmy lev nebo tygr lze považovat za jejich sémantické rysy, tj. rysy, které jsou součástí jejich jazykového významu (jazykový význam zahrnuje pouze komponenty nutné k vymezení vůči ostatním jazykovým významům, viz výše, zbytek toho, co víme o daném pojmu, jsou encyklopedické znalosti). Oba pojmy (lev a tygr) budou obsahovat tytéž rysy: šelma (x)  (např. pro odlišení od antilopy), kočkovitá (x)  (odlišení od vlka nebo lišky), divoce žijící (x)  (odlišení od kočky domácí), ale nic (žádný rys) je neodliší od sebe vzájemně.

## Eugene Nida a problém taxonomických výčtů
Eugene Nida by si s uvedeným příkladem poradil tak, že by jako sémantický komponent určil kresbu na srsti a jeho hodnoty by zapsal jako: žádná (lev), pruhy (tygr), skvrny (gepard) apod. (analogicky např. podle sloves pohybu – viz níže).
Původní strukturalistická ambice úplného redukcionistického zachycení sémantického systému (přinejmenším implicitně) ustupuje v díle Eugena Nidy (1979) do pozadí a je zdůrazněna významná role tzv. doplňujících komponentů a tím i dynamika celého systému, kdy se v závislosti na kontextu z primárně pouze doplňujícího komponentu může stát komponent diagnostický, tedy nutný pro distinkci.
Tím se Nidova analýza výrazně přibližuje podobě KA v modelu Umberta Eca. Nida však přesto trvá na odlišení sémantických rysů od encyklopedických znalostí – i doplňujícími komponenty mohou být jen takové sémantické rysy, které vstupují do ‚lexikálních kontrastů‘, což však zůstává bez podrobnějšího vysvětlení a není zřejmé, co o určitém pojmu by ještě mohlo být doplňujícím komponentem a co už by patřilo do encyklopedické znalosti.
Rysy se dle Nidy nemusejí konstituovat binárně, což umožní i analýzu taxonomických výčtů, jako jsou například názvy různých kočkovitých šelem, nástrojů pro upevňování předmětů (šrouby, vruty, hřebíky apod.), barev či druhů pohybu (viz tabulka níže). Taxonomická sémantická pole (vedle paradigmatických, jako jsou rodinné vztahy, kde se skutečně konstituují binárně opoziční významy) jsou jinak ve strukturalistické sémantice nerozlišitelná.
|                                                                                                 | run (běžet) | walk (jít) | dance (tancovat)    | crawl (lézt) | hop              | jump         | skip    |
| ----------------------------------------------------------------------------------------------- | ----------- | ---------- | ------------------- | ------------ | ---------------- | ------------ | ------- |
| alespoň jedna končetina je vždy v kontaktu s povrchem vs. někdy není v kontaktu žádná končetina | ‒           | +          | ±                   | +            | ‒                | ‒            | ‒       |
| střídání kontaktu                                                                               | 1-2-1-2     | 1-2-1-2    | různě, ale rytmicky | 1-3-2-4      | 1-1-1 nebo 2-2-2 | nerelevantní | 1-1-2-2 |
| počet končetin                                                                                  | 2           | 2          | 2                   | 4            | 1                | 2            | 2       |

(cit. podle Nida 1979, 75)

## Generativistický model KA
S většinou zmíněných „přednidovských“ limitů KA se potýká i generativistický model. Ten také trvá na distinkci mezi rysy sémantickými (užitými pro analýzu) a encyklopedickými, nicméně zavádí distinktory, tedy doplňující informaci, která se snaží vyrovnávat nedostatečnost základní KA při postihování významů slov. Tuto doplňující informaci však generativistický model nezačleňuje přímo do analýzy jako Nida, nýbrž ji uvádí až v závěru jako dodatečnou „definici“ (viz schéma analýzy několika významů angl. bachelor). Povahu distinktorů a vztah mezi markery a distinktory podrobuje kritickému zhodnocení Eco, který především upozorňuje na fakt, že mezi nimi není jasný rozdíl (např. nikdy ženatý je značeno jako marker, přitom v době páření bez družky už je distinktor) a že povaha distinktorů je obecně velmi nejasná

## Ecův model KA
V Ecově teorii není cílem sémantického modelu využívajícího KA ustavení vyčerpávajícího výčtu sémantických komponentů, nýbrž ustavení komplexních dynamických pravidel výběru situačně relevantních komponentů v konkrétním užití. Znamená to pak mnohé odlišnosti od strukturalistického chápání KA.
Eco nerozlišuje mezi encyklopedickými a sémantickými významy potenciálně asociovanými s danou lexikální jednotkou. Všechny takové asociované významy jsou sémantickými komponenty (ukazateli) dané jednotky s rovnocenným postavením. Rozlišuje mezi nimi pouze ty s povahou denotativní (tzn. ty, které se k lexikální jednotce vážou přímo) a konotativní (které jsou zprostředkovány některými ukazateli denotativními).
Denotativní i konotativní sémantické ukazatele jsou jednotkami téže strukturní povahy jako význam, k němuž se vztahují; resp. mohou (a musejí) to být i znaky jiných sémiotických soustav (jako vizuální reprezentace nebo pachy). Zároveň je samozřejmé, že samy tyto ukazatele podléhají stejným způsobem vedené KA a tak donekonečna (je zde tedy zcela opuštěna idea redukcionismu). Význam je tu chápán v nejširším smyslu slova jako souhrn veškerých myslitelných sémantických ukazatelů jakožto prostředků interpretace dané jednotky, který je vnitřně strukturovaný do pravidel specifikujících, které z ukazatelů je třeba v jakých kontextech a za jakých mimoverbálních okolností vybrat jako relevantní (v jednom sémému, tzn. souhrnu veškerých těchto ukazatelů, se mohou vyskytovat i ukazatele vzájemně protikladné).